# Shawn Levy
Shawn Adam Levy (* 23. července 1968, Montréal, Kanada) je kanadský režisér, producent, scenárista, herec a zakladatel společnosti 21 Laps Entertainment. Je nejvíce známý pro režii filmové franšízy Noc v muzeu a jako hlavní producent a režisér seriálu Stranger Things společnosti Netflix.
Po prvotní práci jako televizní režisér získal v roce 2000 uznání za režii komediálních filmů jako Velký tlustý lhář a Líbánky, a následně režíroval filmy Dvanáct do tuctu, Růžový panter a franšízu Noc v muzeu. Na počátku 10. let 21. století režíroval filmy Noční rande a Ocelová pěst, vytvořil několik komediálních pilotních dílů a byl výkonným producentem sitcom Poslední chlap. Produkoval sci-fi film Příchozí z roku 2016, za nějž obdržel nominaci na Oscara za nejlepší film.
Od roku 2016 působí jako výkonný producent sci-fi hororového seriálu Stranger Things společnosti Netflix. Také režíroval třetí a čtvrtý díl každé ze čtyř řad seriálu. Režíroval také minisérii Jsou světla, která nevidíme (2023) společnosti Netflix. Následně spolupracoval s Ryanem Reynoldsem jako režisér filmů Free Guy (2021), Projekt Adam (2022) a Deadpool & Wolverine (2024), ve kterých Reynolds ztvárnil hlavní role.

## Osobní život
Se svou manželkou Serenou má čtyři dcery. V roce 2008 se stal americkým občanem. Po mnoha letech života v Los Angeles se na počátku 20. let 20. století s rodinou přestěhoval na Manhattan.  Od roku 2009 také vlastní rodinný dům v komunitě Hudson Valley ve městě New Paltz ve státě New York.